# Chiesa di San Rufo (Rieti)
La chiesa di San Rufo, o di San Ruffo, è un edificio di culto di Rieti. Di origini altomedievali, il suo attuale aspetto barocco si deve a un rifacimento del 1748. Si trova nella piazza dove la tradizione individua il "centro d'Italia", e ospita al suo interno un importante dipinto di scuola caravaggesca (L'angelo custode).

## Ubicazione

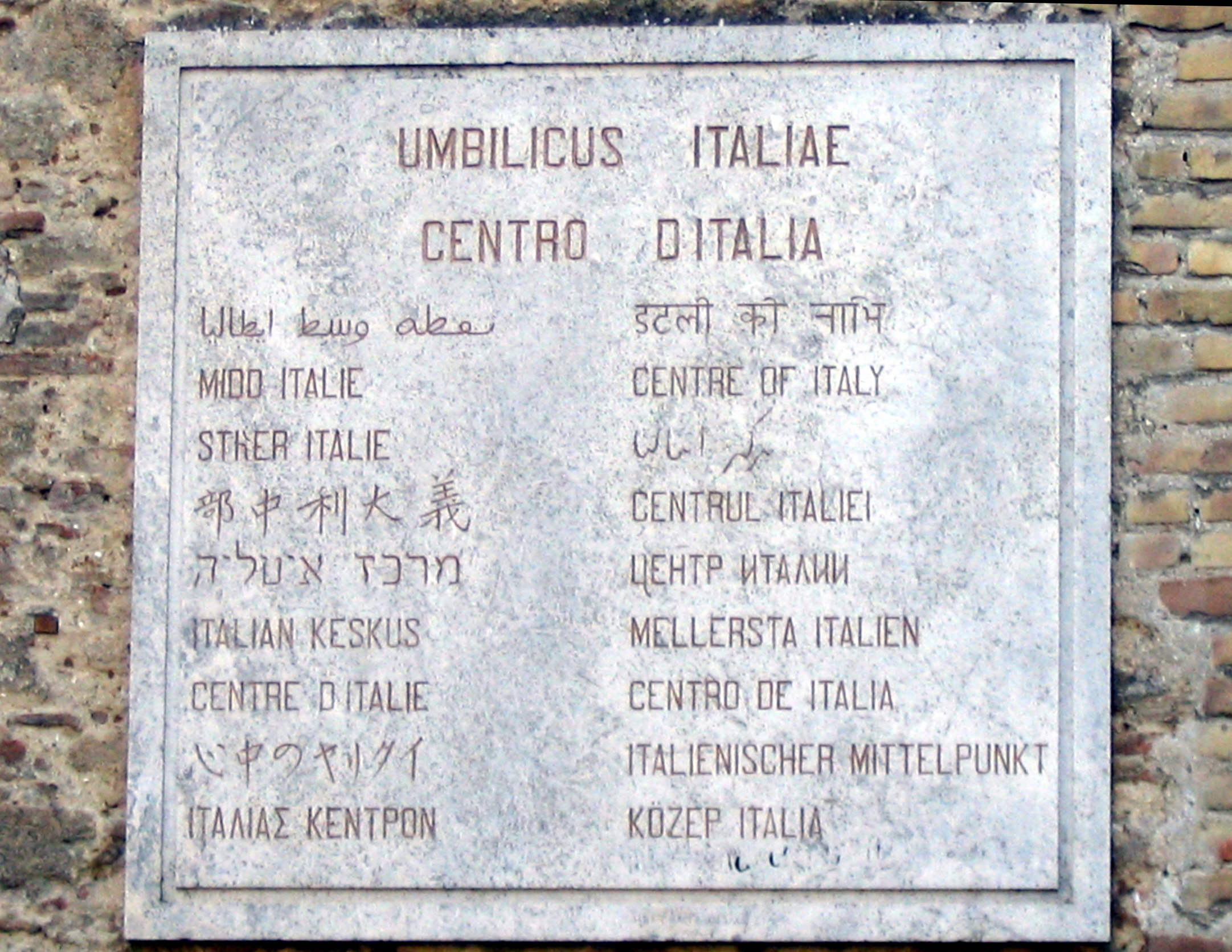
L'iscrizione che indica il centro d'Italia

La chiesa si trova in una posizione estremamente centrale, sulla piccola piazza San Rufo, nella quale secondo la tradizione è collocato il centro d'Italia (Umbilicus Italiae). Questo fatto è ricordato da una targa con iscrizioni in più lingue e dal più recente monumento posto a destra della chiesa, detto colloquialmente la caciotta per via della sua forma bassa e circolare.
La piccola piazza è molto vicina e tuttavia appartata dalle principali vie della città, e si trova all'intersezione di quattro vicoli secondari: via Cerroni (che collega la piazza a Via Garibaldi), via San Rufo e via Capelletti (che la collegano a Via Roma) e via dei Crispolti.

## Storia

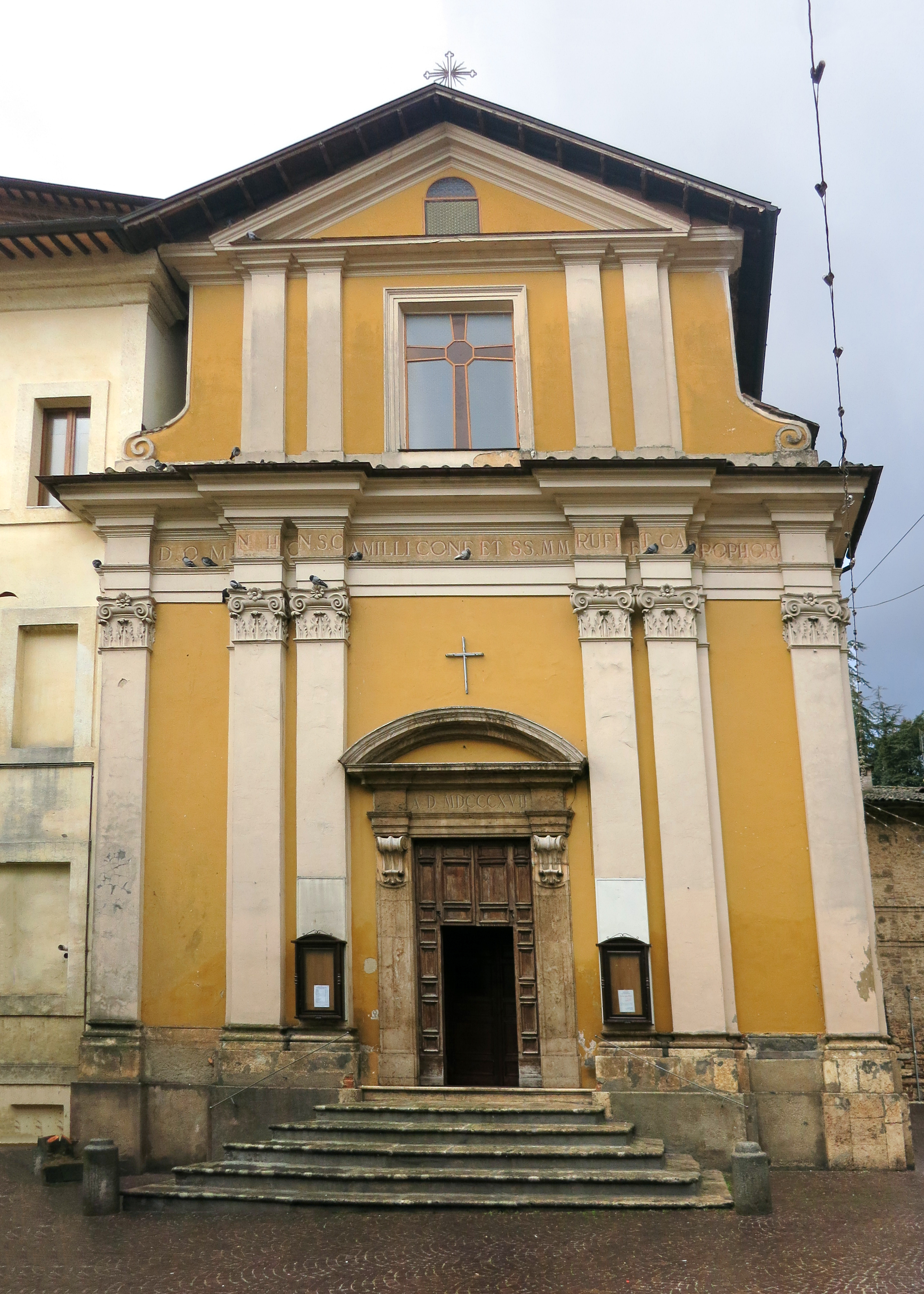
La facciata

La chiesa di San Rufo ha origini antichissime: si ha notizia di una «ecclesia Sancti Rufi» nel centro di Rieti già in un documento dell'Abbazia di Farfa dell'anno 873. San Rufo, martire venerato a Capua già dal IV secolo, è venerato anche in Abruzzo ed in Umbria; secondo una delle versioni della sua vita sarebbe stato martirizzato a Rieti, nel corso di un viaggio da Roma verso la terra dei Marsi, con il socio Carponio, detto anche Carpoforo.

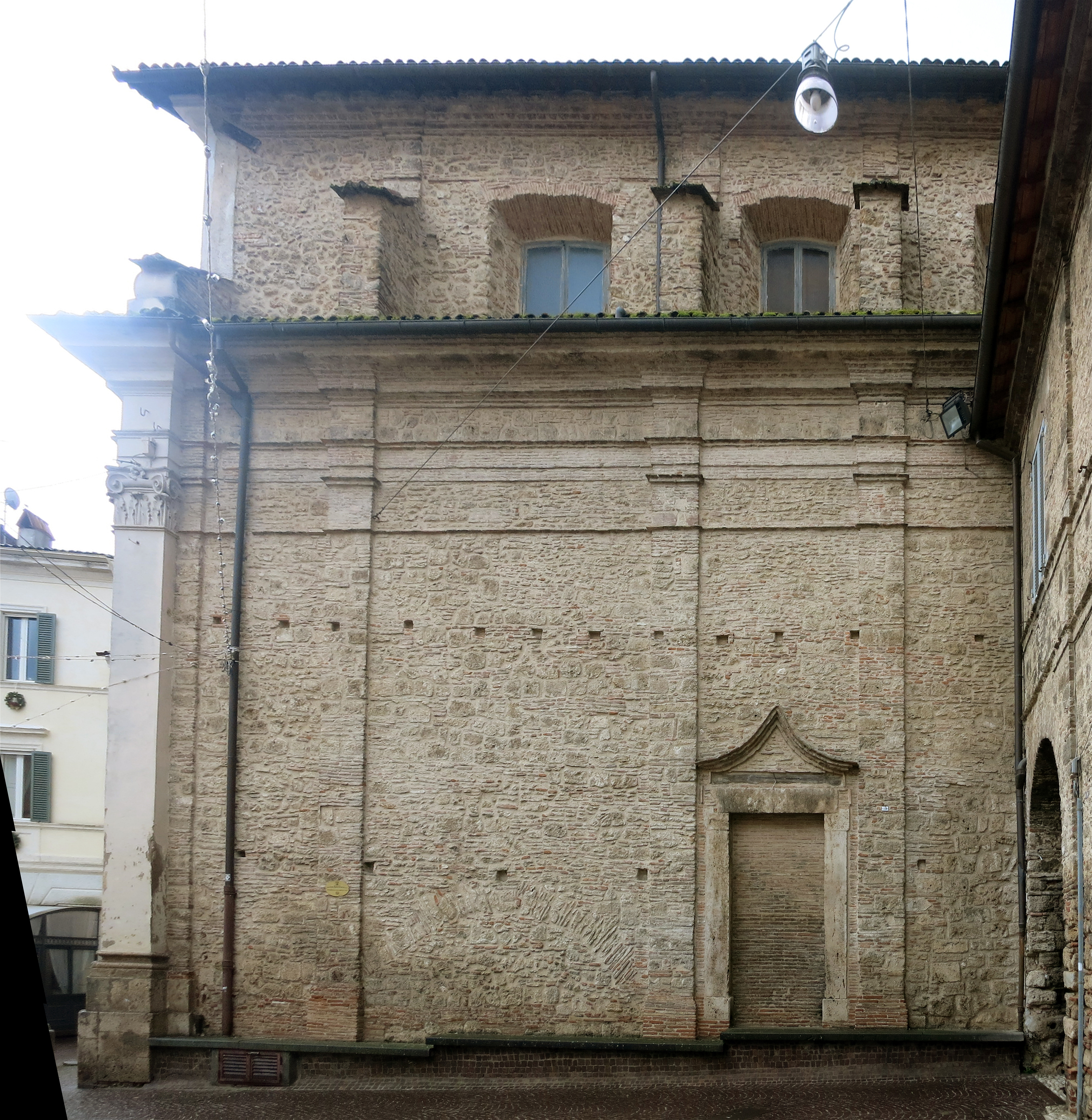
Il fianco della chiesa

Il luogo dove sorge la chiesa, all'epoca, si trovava nelle immediate vicinanze della cinta muraria cittadina di epoca romana, che doveva coincidere grossomodo con gli edifici delle attuali via Pellicceria e via San Rufo; a breve distanza, in via Roma, si trovava l'antica Porta Romana (poi spostata a valle). Per tutto il periodo altomedievale, fino all'ampliamento delle mura avvenuto nel Duecento, è stata una delle poche chiese situate all'interno della cinta muraria, insieme alla Cattedrale e alla chiesa di San Giovanni.
Nel 1141 la chiesa fu riedificata sulla base dell'edificio primitivo, come testimoniava un'iscrizione oggi andata perduta.
Venne ricostruita nella forma attuale nel 1748 dall'architetto romano Melchiorre Passalacqua, consacrata nel 1760 ed affidata ai Padri Camilliani. Della chiesa più antica furono mantenute la cripta ed il campanile, incorporato nella struttura settecentesca tramite l'archetto su via Capelletti visibile sul fianco destro della chiesa. La cripta dell'edificio medioevale fu risparmiata dalla demolizione, ed era agibile ancora ad inizio del Novecento (il Palmegiani riferisce che vi si trovava un altare); tuttavia oggi l'ambiente è inaccessibile perché l'ingresso è stato murato. Inoltre all'edificio medioevale risale probabilmente parte della muratura sul lato nord all'esterno della chiesa.
Come si può leggere nell'iscrizione sulla facciata, nel 1842 la chiesa fu dedicata ai santi Camillo, Rufo e Carpoforo
Al 1891, come risulta da un'iscrizione posta sulla volta, risale la decorazione delle pareti interne della chiesa.
Oggi la chiesa è gestita dal Fondo Edifici di Culto.
Nel 2018 l'edificio è stato dichiarato inagibile a causa delle lesioni provocate dal terremoto di Amatrice del 2016 e l'accesso ne è stato interdetto.

## Descrizione

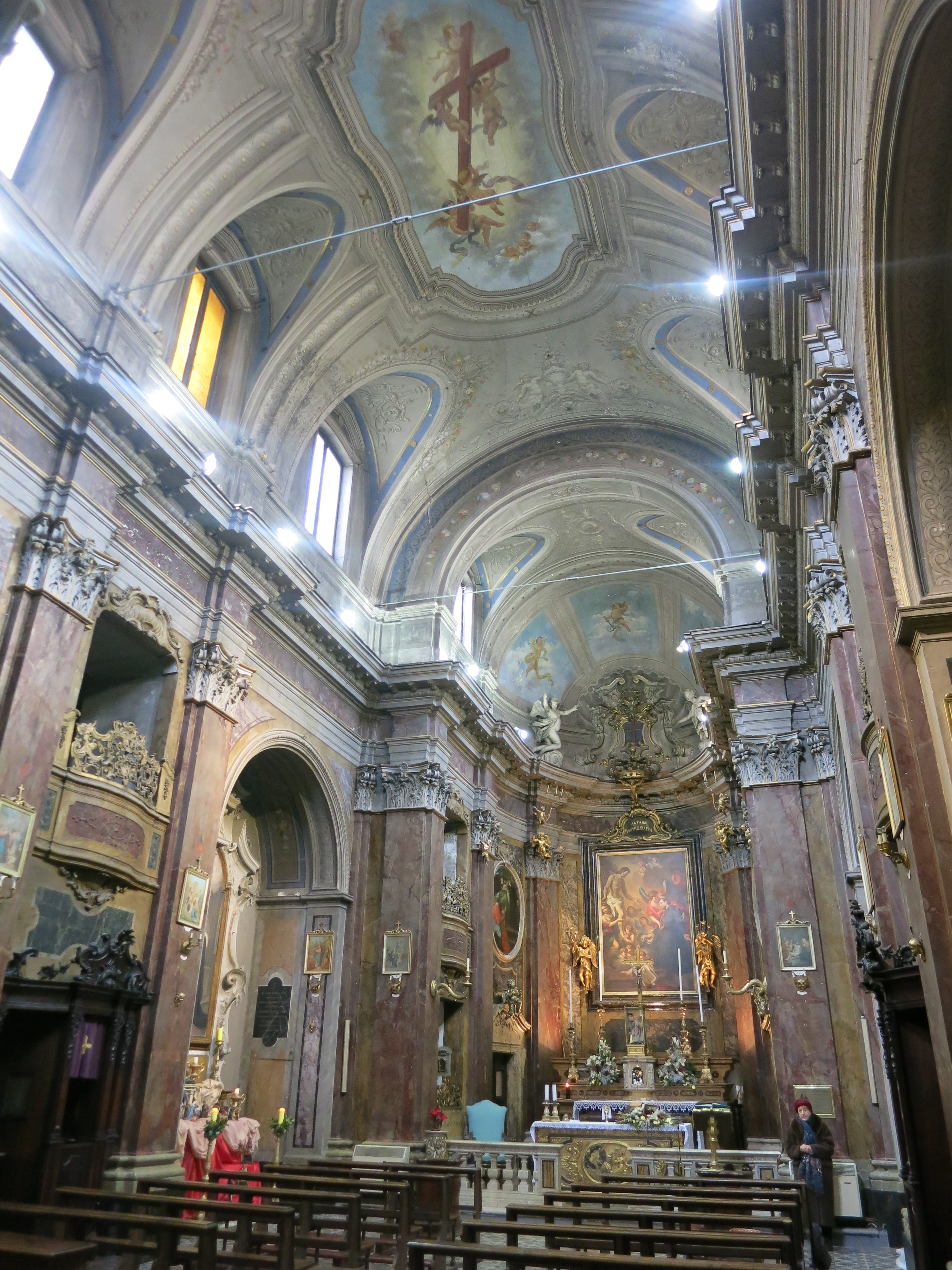
L'interno

### Esterno
Sulla sobria facciata si apre un portale di forma rettangolare, stretto da due lesene ai fianchi e da un timpano in alto sollevato da terra da cinque scalini. Poco sopra si apre una semplice finestra decorata da una croce su vetro. Anticamente un altro ingresso era posto sul fianco sinistro della struttura ma venne successivamente murato, e di esso resta solo l'"impronta".

### Interno

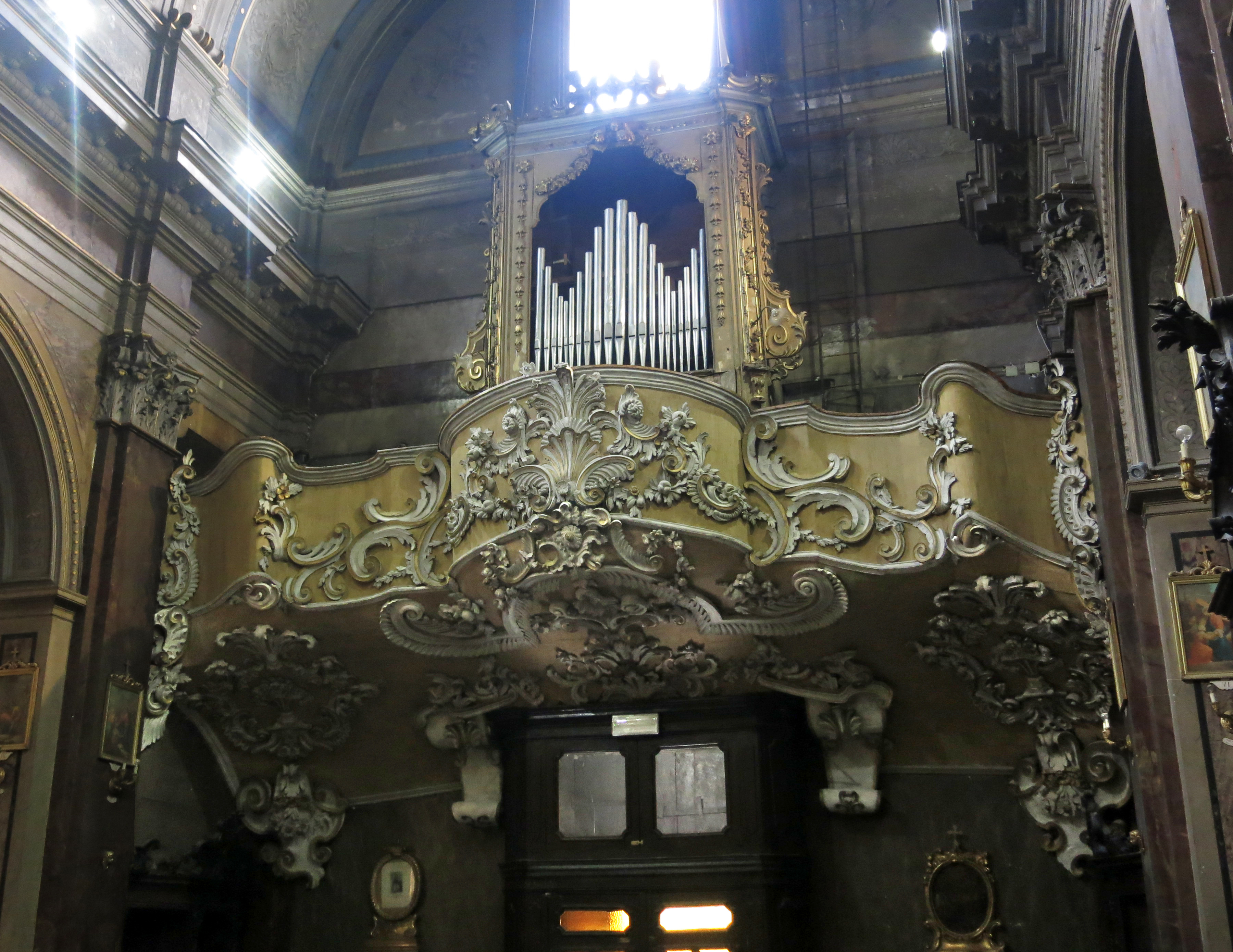
La cantoria e l'organo, sulla controfacciata

L'interno è in stile barocco e si compone di un'unica navata, decorata da stucchi e dettagli in legno. Oltre all'altare principale, sono presenti quattro altari laterali, tutti muniti di una pala d'altare.
L'opera più importante conservata nella chiesa è il dipinto di scuola caravaggesca L'angelo custode, opera di grande valore artistico, posta nel primo altare a sinistra.
Dietro l'altare maggiore, dedicato a San Camillo de Lellis, è collocata una tela di Pierre Subleyras che rappresenta L'estasi di San Camillo, santo che un tempo condivideva con San Rufo l'intitolazione della chiesa.
Gli originali arredi lignei comprendono quattro coretti in stile rococò, i confessionali e una grande cantoria in controfacciata, opera di intagliatori anonimi. Su quest'ultima trova luogo l'organo a canne, risalente al XVIII secolo e attribuito a Giovanni II Fedeli. A trasmissione integralmente meccanica, dispone di 9 registri, con materiale fonico integralmente alloggiato entro la cassa lignea riccamente scolpita; la sua consolle, a finestra, ha un'unica tastiera e pedaliera a leggio, con i comandi dei registri costituiti da tiranti a pomello.
Le pareti della sagrestia sono state dipinte a fine Ottocento da Antonino Calcagnadoro con motivi decorativi a mosaico, sul genere del trompe l'oeil.

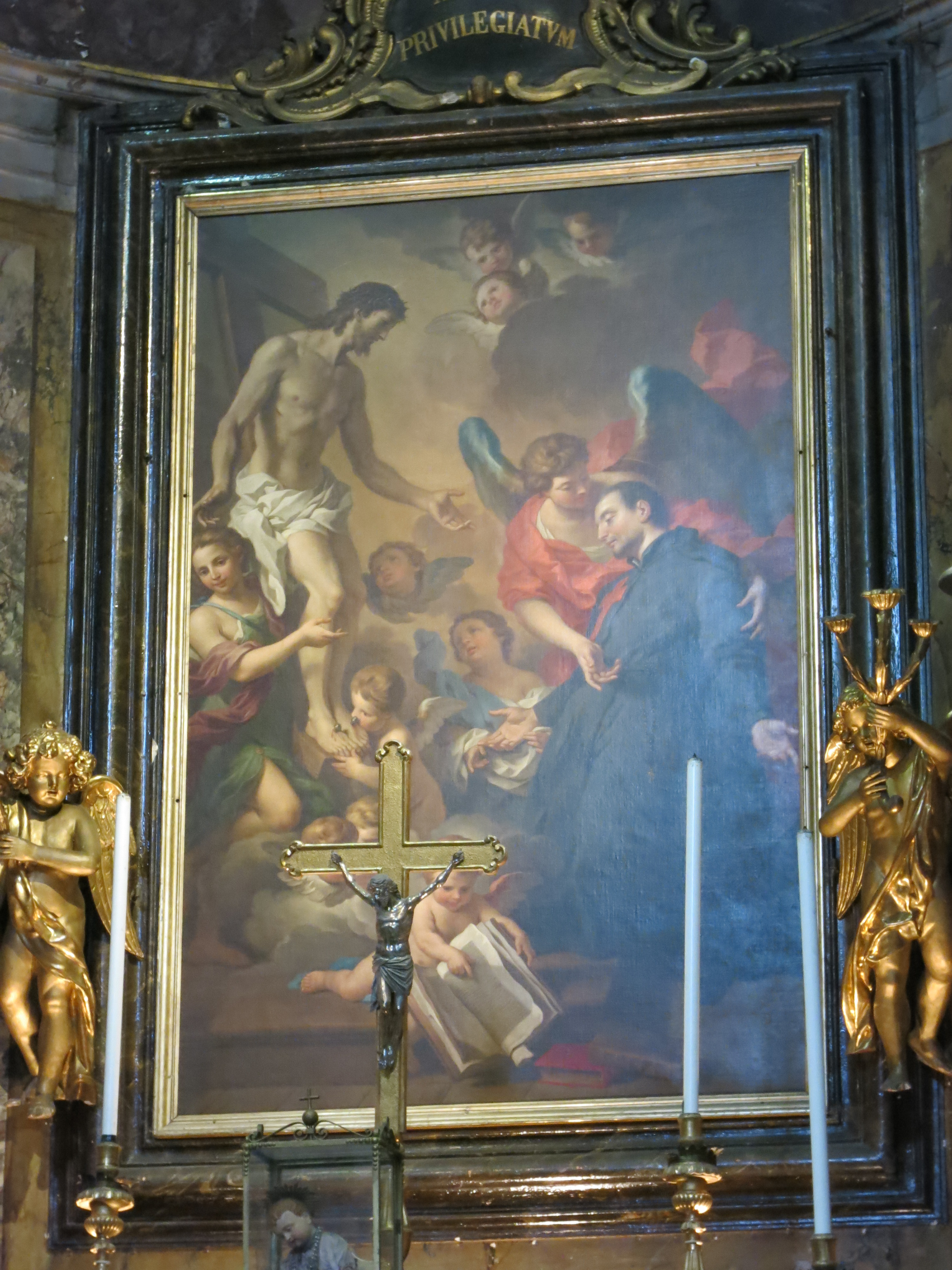
L'estasi di San Camillo, Pierre Subleyras (altare principale)
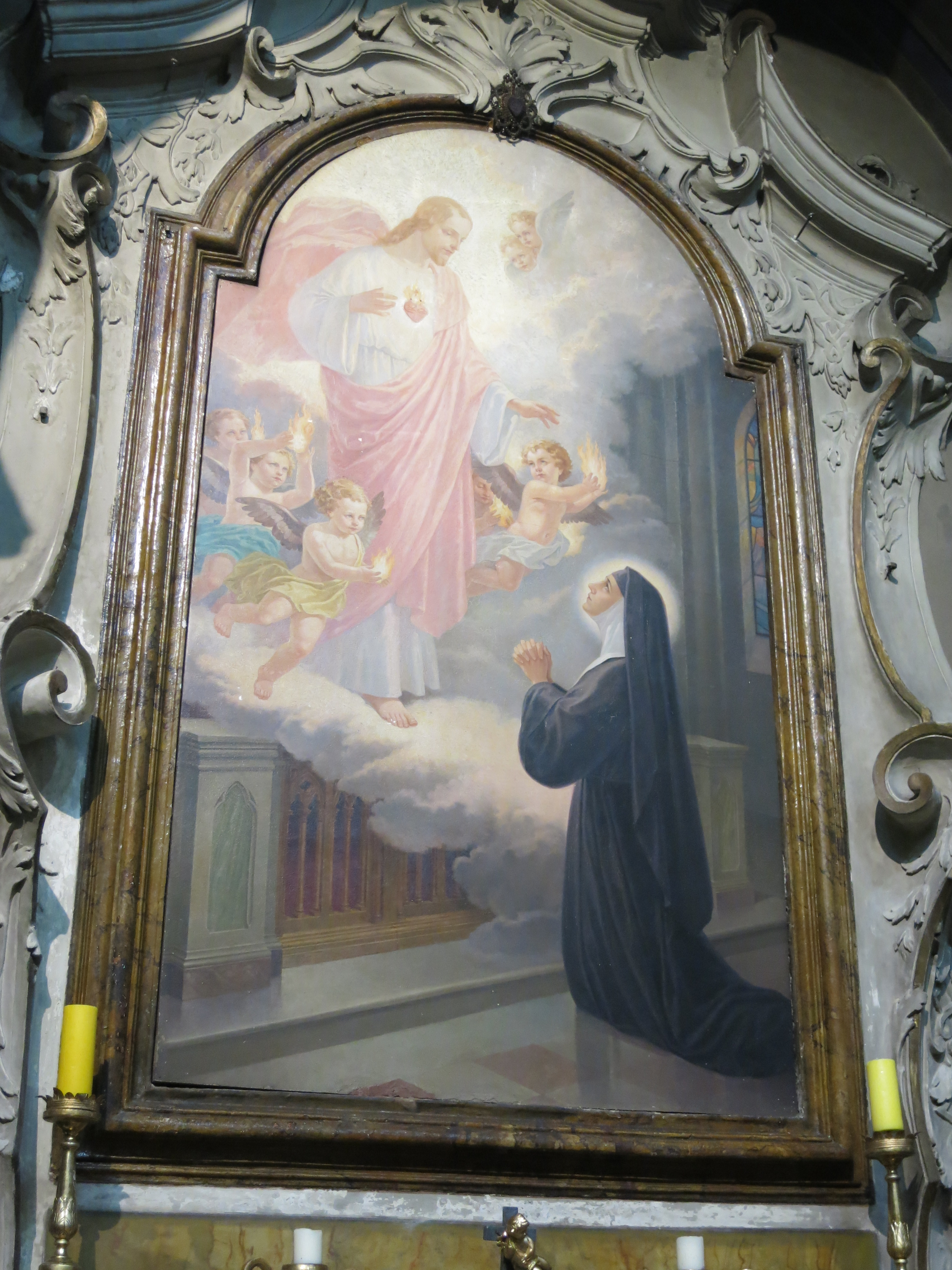
L'apparizione del sacro cuore di Gesù a santa Margherita Maria Alacoque, 1936 (secondo altare a sinistra)
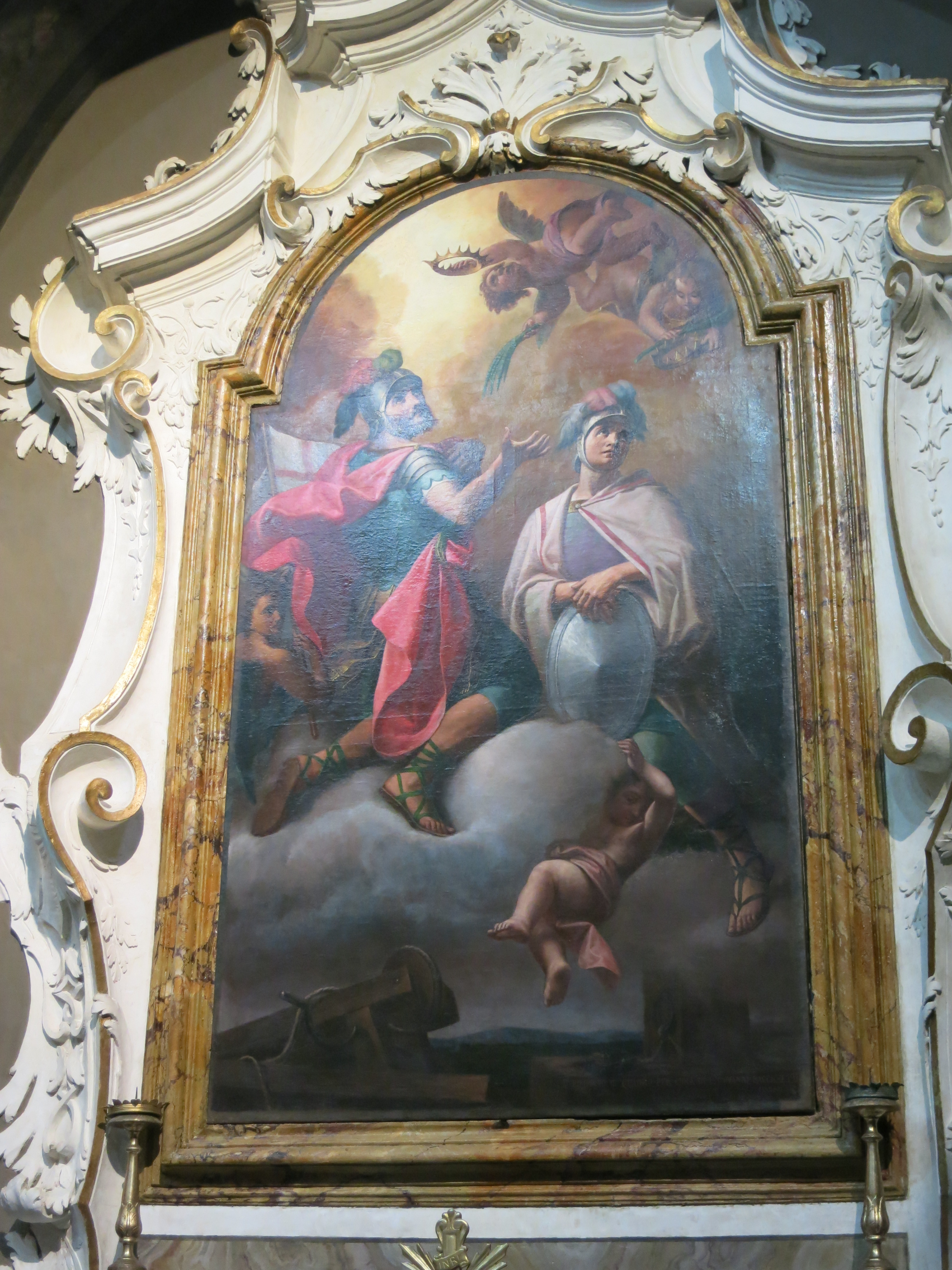
Primo altare a destra
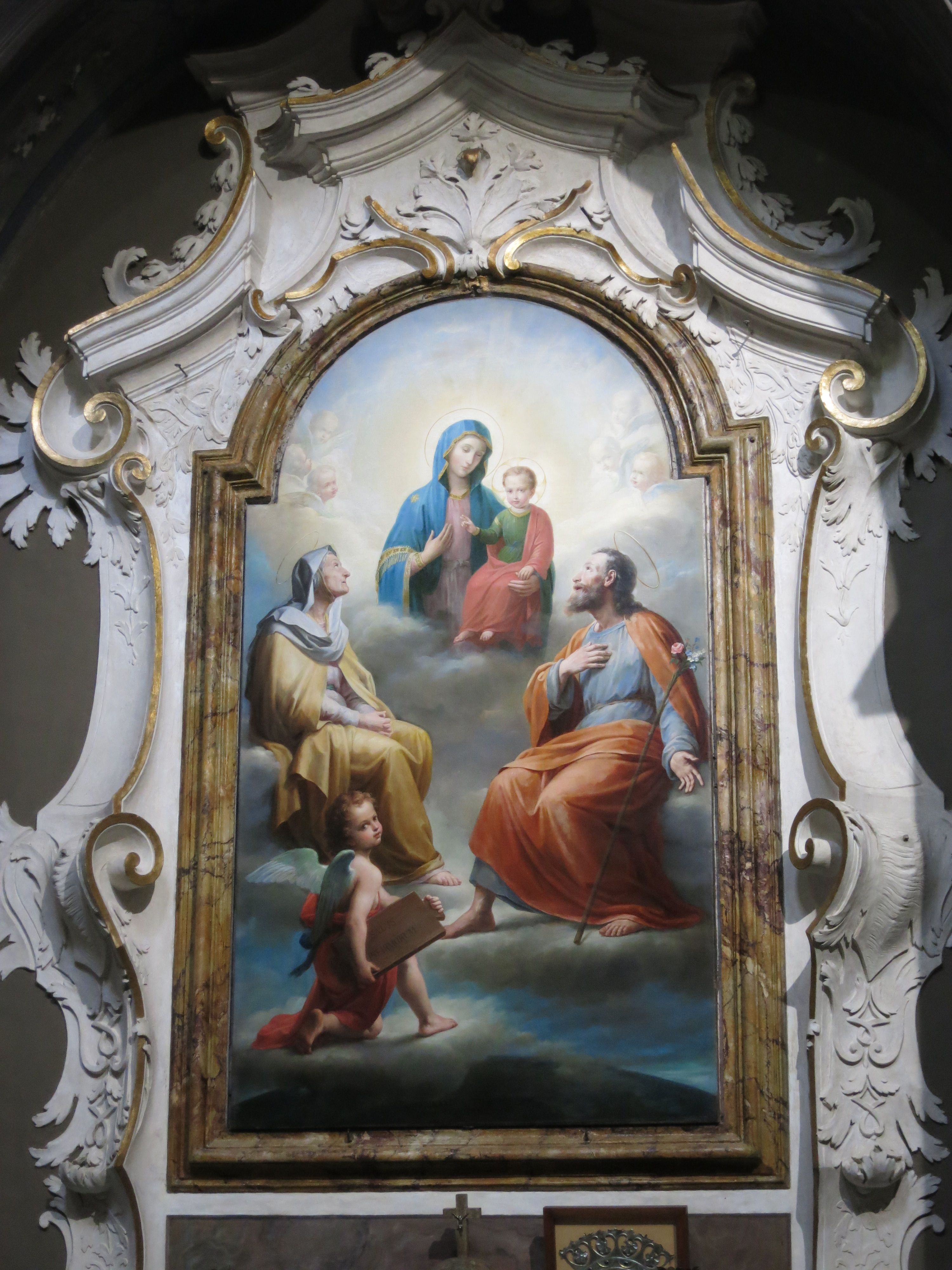
Giacomo Conti, La Madonna della Salute con il bambino, Sant'Anna e San Giuseppe, fine XIX secolo (secondo altare a destra)
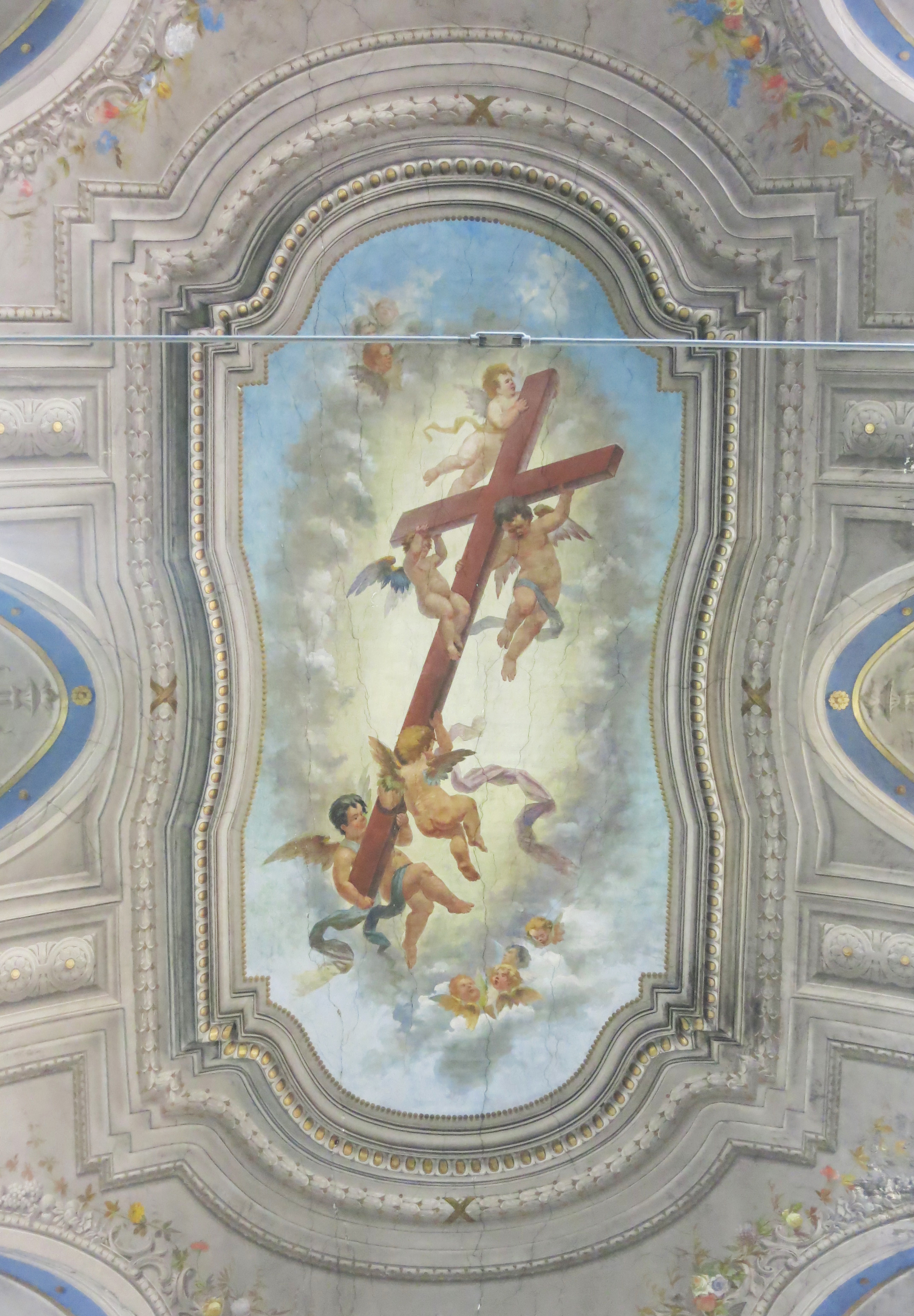
Dipinto sulla volta

### L'angelo custode
L'opera di maggior prestigio della chiesa è il dipinto L'angelo custode (che si trova nel primo altare a sinistra), considerata la tela più importante che si conservi in tutta la città di Rieti. Il quadro risale al periodo 1610-1618, mentre la sua attribuzione è dibattuta: a lungo considerato opera del Caravaggio, è oggi attribuito al suo allievo Giovanni Antonio Galli detto lo Spadarino.
Descrizione
La tela raffigura un episodio biblico contenuto nel Libro di Tobia, ispiratore di numerosi dipinti nella storia dell'arte italiana: il salvataggio da parte dell'Arcangelo Raffaele del fanciullo Tobiolo, inviato dal padre lungo una strada lunga e pericolosa per riscuotere una somma di denaro.
L'Arcangelo Raffaele è rappresentato come un angelo custode alato, che abbraccia e protegge il giovane Tobiolo; quest'ultimo osserva intimorito il dirupo in cui rischiava di cadere, metafora della tentazione del demonio. Arnaldo Colasanti scrive che l'angelo «sostiene come una madre un ragazzo impacciato [...] Fai così, sembra sussurrare al bambino, guarda: è semplice. [...] il bambino annaspa fino a compiere l'unico gesto davvero possibile, l'affidarsi alla verità celeste». Le figure sono luminose e chiare, e si stagliano nettamente sullo sfondo buio e cupo. La loro rappresentazione anatomica è molto precisa, tanto da conferire all'opera qualità veristiche.
Attribuzione
Il dipinto fu considerato a lungo opera del Caravaggio, per via del gioco di luci ed ombre (tipico della fase matura del pittore) e per la precisione dei dettagli anatomici. Nell'Ottocento, il Guardabassi lo attribuì alla scuola caravaggesca, mentre il Magni allo stesso Caravaggio. Giuseppe Colarieti Tosti, che restaurò il quadro nel 1912, lo considerò opera del Caravaggio.
Tuttavia nella prima metà del Novecento vennero rinvenuti documenti che facevano risalire l'opera al periodo 1610-1618, quando il Merisi era già morto da qualche anno: questa osservazione condusse a scartare l'ipotesi e a considerare la tela opera di un artista di scuola caravaggesca. Dopo essere stato attribuito a vari allievi del Merisi (tra cui Orazio Gentileschi), la datazione e il confronto con altre opere, hanno portato ad attribuire il dipinto a Giovanni Antonio Galli detto lo Spadarino.
Nell'ottobre del 1996 fu analizzato dalla dottoressa Malena B. McGrath con lampade di Wood, che rivelarono la presenza di un altro disegno sotto quello visibile ad occhio nudo, più statico rispetto a quest'ultimo soprattutto nelle gambe e nei piedi. La McGrath evidenziò la somiglianza della testa dell'angelo con quella del Narciso di Caravaggio.